# Гуренко Сергій Миколайович

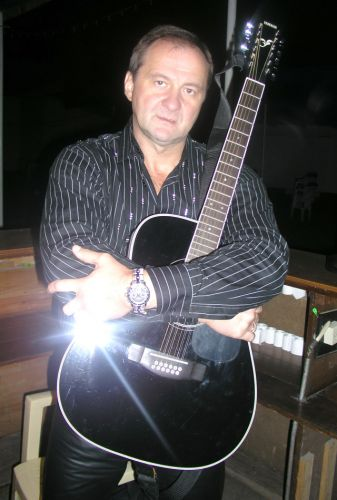

Гуренко Сергій Миколайович (14 жовтня 1959, м. Малин, Житомирська область, УРСР) – український співак, заслужений артист України (2004), учасник бойових дій у Косово (Югославія) (1999), нагороджений медаллю за відвагу, медаллю "За досягнення у військовій службі" (II ступінь).

## Біографія
У 1976 р. закінчив МЗНВК «Школу-ліцей 1 імені Ніни Сосніної» І-ІІІ ст. Виступав на міських і обласних змаганнях з легкої атлетики. Співав соло в шкільному хорі, у четвертому класі став лауреатом обласного конкурсу шкільної самодіяльності. У 1987 році закінчив Київський інститут культури. У 1985—2002 рр. працював у Малині: директором Парку культури і відпочинку, викладачем музичної школи, художнім керівником Будинку культури. Від 2004 року — на творчій роботі.

## Музична діяльність
У 2003—2004 рр. був солістом Ансамблю пісні і танцю МВС України (Київ). У 2004 році випустив аудіоальбом «На струнах душі». Виступав у більшості міст України, у Туреччині, Молдові та Німеччині. Уміє грати на струнних, язичкових, духових, ударних та клавішних інструментах. У репертуарі має українські народні пісні, пісні українських та зарубіжних авторів. Товаришує з багатьма народними та заслуженими артистами України такими як Павло Зібров, Віталій Білоножко, Олег Гаврилюк.

## Сім'я
Батько Гуренко Микола Петрович працював на цегляному заводі у Малині. Мати працювала у сфері торгівлі та співала в народній зразковій капелі бандуристів «Зірниця». Разом з мамою ходив на репетиції та концерти капели. Брат Гуренко Анатолій Миколайович працював директором бюро з туризму у Молдові, зараз працює підприємцем в Україні.

## Нагороди
У 2004 році отримав почесне звання заслуженого артиста України.
Нагороджений Медаллю «За досягнення у військовій службі» (II ступінь), Медаллю «Ветерана війни»